# Roberto Clemente
(Tim McCarver)
Roberto Enrique Clemente Walker, più comunemente noto come Roberto Clemente (Carolina, 18 agosto 1934 – Carolina, 31 dicembre 1972), è stato un giocatore di baseball portoricano.
Ha giocato nel giusto ruolo di difensore e ha trascorso tutta la sua carriera con i Pittsburgh Pirates della Major League Baseball (MLB). Soprannominato El Grande, dovette sperimentare la discriminazione razziale nella società e nel baseball americano.

## Biografia
Roberto Clemente è nato nel quartiere di San Antón nella città di Carolina, Porto Rico. I suoi genitori erano Melchor Clemente, che lavorava in una piantagione di canna da zucchero, e Luisa Walker, che gestiva un negozio e una vendita di prodotti a base di carne. Roberto era il più giovane dei quattro fratelli.
In gioventù ha praticato con successo l'atletica leggera, nelle specialità del giavellotto e della breve distanza, ma è stato il baseball ad attirare maggiormente la sua attenzione. Dopo aver lasciato il liceo ha giocato per i Cangrejeros de Santurce della lega invernale portoricana, ed è stato in quel periodo che ha attirato l'attenzione degli scout. Già nel 1954 Clemente firmò per la squadra giovanile dei Brooklyn Dodgers per un bonus di 10.000 dollari. Tuttavia, a causa di una regola dell'epoca secondo cui qualsiasi giocatore con un bonus di $ 4.000 o più doveva essere nel roster di una squadra della Major League, e poiché Clemente non lo era, fu selezionato da un'altra squadra, e in questo modo i Pittsburgh Pirates lo acquisirono il 22 novembre di quell'anno per la modica cifra di 4.000 dollari.

## Carriera

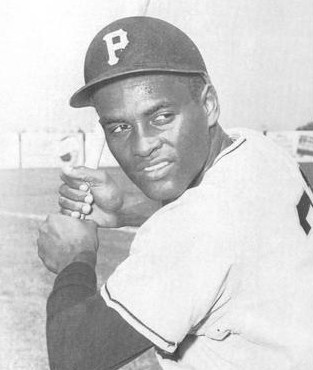
Clemente nel 1965

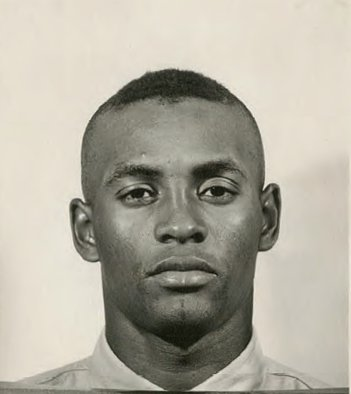
Clemente nel 1958 durante il servizio militare

Clemente frequentò la scuola superiore Julio C. Vizarrondo nella sua città natia e firmò come free agent nel febbraio del 1954 con i Brooklyn Dodgers, che lo assegnarono alla loro squadra nella categoria inferiore, in Tripla-A. Il 22 novembre dello stesso anno i Dodgers lo scambiarono con i Pittsburgh Pirates durante il 5 rule draft. Debuttò nella Major League il 17 aprile 1955, al Forbes Field di Pittsburgh contro i Brooklyn Dodgers.
Partecipò a 18 stagioni nella Major League Baseball (MLB), tutte con i Pittsburgh Pirates, dal 1955 al 1972, giocando principalmente nel ruolo di esterno destro.
Vinse due World Series, nel 1960 e nel 1971; fu nominato miglior giocatore (MVP) della National League nel 1966 e World Series MVP nel 1971. Vinse 12 guanti d'oro della National League come esterno dal 1961 al 1972. Fu quattro volte campione di battuta della National League nel 1961, 1964, 1965 e 1967; prese parte a quindici All-Star Game e in carriera arrivò a battere 3000 valide.

## Morte e riconoscimenti postumi
Clemente morì il 31 dicembre 1972 in un incidente aereo, mentre si recava come volontario ad aiutare le vittime del terremoto di Managua, capitale del Nicaragua. Il suo corpo non fu mai ritrovato.
Nel 1973 fu inserito nella Baseball Hall of Fame e i Pittsburgh Pirates hanno ritirato il suo numero, il 21. Nel 1999 Sporting News lo inserì al 20º posto nella classifica dei migliori cento giocatori di tutti i tempi.
In suo onore la MLB decise di cambiare il nome al premio Commissioner's Award, istituito nel 1971 e attribuito al giocatore che si fosse particolarmente distinto in attività benefiche e a favore della comunità; dal 1973 il riconoscimento si chiama premio Roberto Clemente (Roberto Clemente Award).

## Cultura di massa
- Nel 2008 uscì Chasing 3000, film in suo ricordo.[3]
- Uno dei tre ponti gemelli di Pittsburgh conosciuti come le Tre Sorelle è stato ribattezzato nel 1998 ponte Roberto Clemente in suo onore.

## Palmarès

### Club
- World Series: 2

Pittsburgh Pirates: 1960, 1971

### Individuale
- MVP della National League: 1

1966
- Miglior giocatore delle World Series: 1

1971
- MLB All-Star: 15

1960-1, 1960-2, 1961-1, 1961-2, 1962-1, 1962-2, 1963-1967, 1969-1972
- Guanti d'oro: 12

1961-1972
- Babe Ruth Award: 1

1971
- Miglior battitore della National League: 4

1961, 1964, 1965, 1967
- Leader della National League in valide: 2

1964, 1967
- Club delle 3.000 valide
- Giocatore del mese della National League: 3

(Maggio 1960, Maggio 1967, Luglio 1969)
- Numero 21 ritirato dai Pittsburgh Pirates